# 魔法 (サニーデイ・サービスの曲)
「魔法」（まほう）は、2000年7月26日に発売されたサニーデイ・サービス通算14作目のシングル。

## 解説
「魔法」は『LOVE ALBUM』からの先行シングルで、<ORIGINAL VERSION>がアルバム収録のものと同内容。<CARNIVAL MIX>は後にベスト・アルバム『Best Flower -B side collection-』と、2013年リリースの2枚組ベスト・アルバム『サニーデイ・サービス BEST 1995-2000』にそれぞれ収録された。そのほか、<SUSUMU YOKOTA MIX>、<CARNIVAL MIX>、<BEACH ACAPPELLA>は、後にミディ在籍時の楽曲を網羅した完全生産限定コンプリート・ボックス・セット『“MIDI” COMPLETE BOX』の『アルバム未収録曲集 II』にも収録された。
再結成以前のインタビューで曽我部恵一はいまだに好きな曲だとし、「あれが最後のシングルだったのは綺麗かな」と答えていた。また、<CARNIVAL MIX>について曽我部は『サニーデイ・サービス BEST 1995-2000』のライナーノーツでジョー・クラウゼルのレコードに憧れて、このバージョンが作られたと書いている。
初回限定デジパック仕様、アナログ12インチも発売された。また、曽我部自身のディレクションによるプロモーション・ヴィデオも制作され、後にコンプリート映像集『Teenage Flashback 1995-2000』に収録された。

## 収録曲
1. 魔法 ORIGINAL VERSION  –  (5:50)
2. 魔法 SUSUMU YOKOTA MIX  –  (5:01)
3. 魔法 CARNIVAL MIX  –  (8:06)
4. 魔法 BEACH ACAPPELLA  –  (4:30)
5. 魔法 ORIGINAL VERSION (INST.)  –  (5:50)
6. 魔法 SUSUMU YOKOTA MIX (INST.)  –  (5:16)
7. 魔法 CARNIVAL MIX (INST.)  –  (8:06)
8. 魔法 BEACH ACAPPELLA (INST.)  –  (4:24)

## クレジット
| 曽我部恵一 / VOCAL, GUITAR                               |
| 田中貴 / BASS                                            |
| 丸山晴茂 / DRUMS                                         |
| 高野勲 / KEYBOADS                                        |
| 杉浦英治 / BEATS                                         |
|                                                          |
| 矢野誠 / STRINGS ARR. ON TRACK 1,5                       |
| 松田マヨ / STRINGS ARR. ON TRACK 3,7                     |
| 中島オバヲ / PERCUSSIONS ON TRACK 3,7                    |
|                                                          |
| ススム・ヨコタ / ADDITIONAL PRO. & REMIX ON TRACK 2,6    |
| Susumu Yokota appears by the courtesy of Sublime Records |
|                                                          |
| WRITTEN BY KEIICHI SOKABE                                |
|                                                          |
| PRODUCED BY ISAO TAKANO, EIJI SUGIURA & KEIICHI SOKABE   |

## 12inch EP:CXLP-1027 (QA002R)

### SIDE-A
1. 魔法 ORIGINAL VERSION
2. 魔法 CARNIVAL MIX

### SIDE-B
1. 魔法 SUSUMU YOKOTA MIX (12"VERSION)
2. 魔法 SUSUMU YOKOTA MIX (INST.)

## リリース日一覧
| 地域 | リリース日    | レーベル                  | 規格      | カタログ番号       | 備考                   |
| ---- | ------------- | ------------------------- | --------- | ------------------ | ---------------------- |
| 日本 | 2000年7月26日 | Q&A COMMUNICATIONS ⁄ MIDI | CD        | MDCS-1043 (QA002C) | 初回盤はデジパック仕様 |
| 日本 | 2000年8月1日  | Q&A COMMUNICATIONS ⁄ MIDI | 12inch EP | CXLP-1027 (QA002R) | 完全生産限定盤         |